# USA Falcons
USA Falcons  (o semplicemente Falcons) è un club statunitense di rugby XV fondato nel 2005 dal comitato NA4 e dalla Federazione statunitense. Milita, insieme a Canada East, Canada West e USA Hawks nella North America 4, il campionato che unisce le franchigie canadesi e statunitensi.

## Statistiche
Record presenze
 Jason Pye (6)
Record punti
 Patrick Bell (29)
Partita d'esordio
Canada East 14 - 29 Falcons (20 maggio 2006)
Miglior vittoria
USA Hawks 17 - 48 Falcons (7 aprile 2007)
Peggior sconfitta
Canada West 55 - 3 Falcons (19 luglio 2008)